# Llei Sherman Antitrust dels Estats Units d'Amèrica

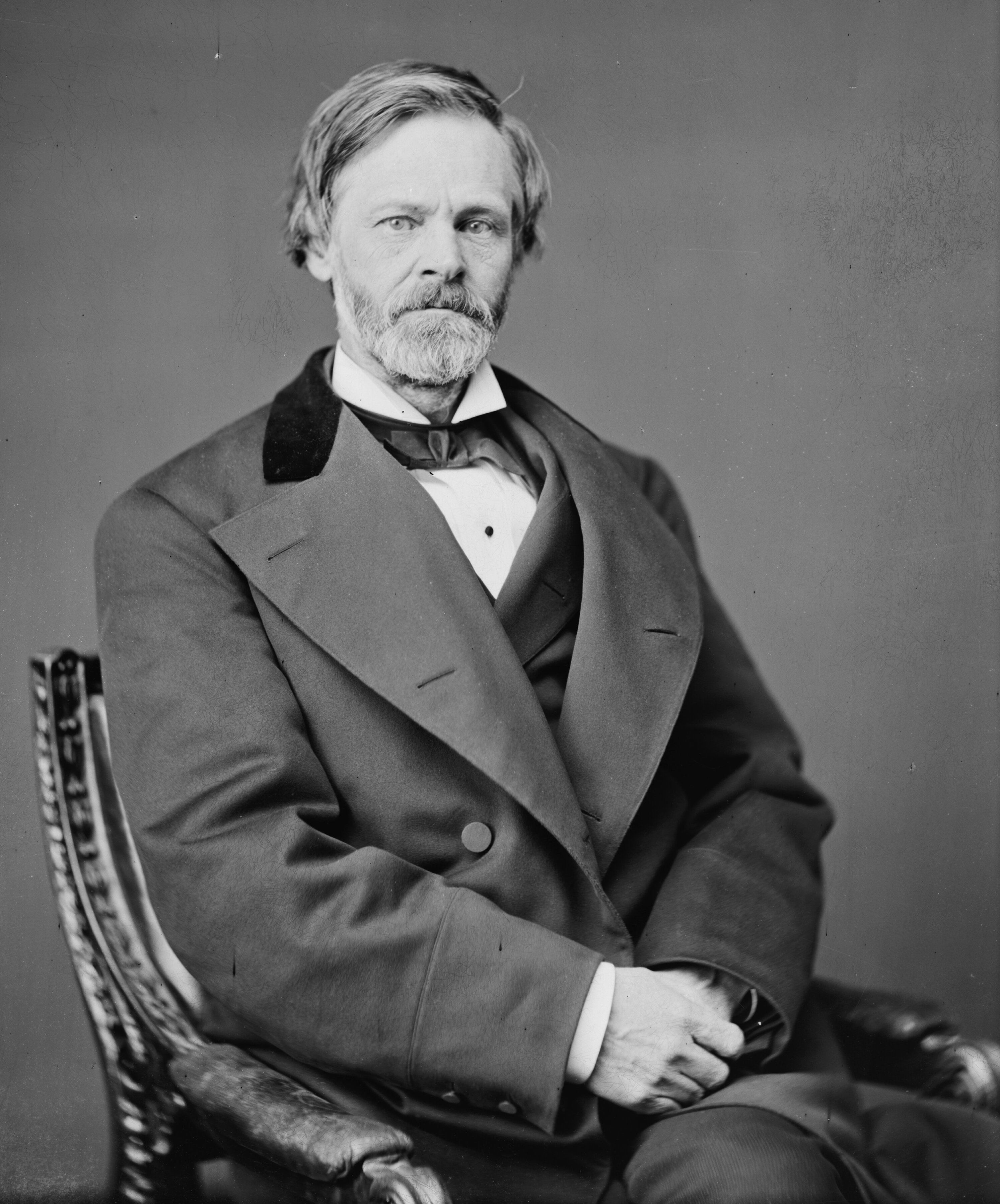
John Sherman, que donà nom a la llei.

La Llei Sherman Antitrust (en anglès, Sherman Antitrust Act), publicada el 2 de juliol de 1890, va ser la primera mesura del Govern federal dels Estats Units per limitar els monopolis.
L'acta va declarar il·legals els trusts, per considerar restrictius per al comerç internacional. Va ser creada pel senador nord-americà John Sherman, d'Ohio i aprovada pel president Benjamin Harrison.
El seu text original diu:
"Every contract, combination in the form of trust or otherwise, or conspiracy, in restraint of trade or commerce among the several States, or with foreign nations, is declared to be illegal."
En català:
 "Tot contracte o combinació en la forma de confiança o d'una altra manera, o conspiració, en restricció de l'intercanvi o comerç entre els diversos estats o amb nacions estrangeres, és declarat il·legal"

## Llocs web oficials
- U.S. Departament de Justícia: Divisió Antitrust (anglès)
- Departament Americà de Justícia: Divisió Antitrust - text de l'acta de SHERMAN ANTITRUST, 15 U.S.C. §§ 1-7 (anglès)